# Los Limones, Culiacán
Los Limones är en ort i Mexiko.   Den ligger i kommunen Culiacán och delstaten Sinaloa, i den västra delen av landet, 1 100 km nordväst om huvudstaden Mexico City. Los Limones ligger 227 meter över havet och antalet invånare är 240.
Terrängen runt Los Limones är kuperad åt nordväst, men åt sydost är den platt. Runt Los Limones är det ganska tätbefolkat, med 155 invånare per kvadratkilometer. Närmaste större samhälle är La Palmita y Anexos, 15,1 km söder om Los Limones. I omgivningarna runt Los Limones växer huvudsakligen savannskog.